# Paa ercepeae
Paa ercepeae és una espècie de granota que viu al Nepal i, possiblement també, a l'Índia.
Està amenaçada d'extinció per la pèrdua del seu hàbitat natural.